# Jos Hessels
Jozef Wilhelmus Maria Michel Johannes (Jos) Hessels (Maastricht, 10 februari 1965) is een Nederlands politicoloog, bestuurskundige, politicus en bestuurder. Hij is lid van het CDA. Sinds 30 maart 2012 is hij burgemeester van Echt-Susteren. Van 1 juli 2011 tot 30 maart 2012 was hij er waarnemend burgemeester.

## Loopbaan
Hessels groeide op in de Limburgse dorpen Gronsveld en Rijckholt en behaalde in 1983 gymnasium β-diploma aan het Jeanne d'Arc Lyceum in Maastricht. Hij studeerde van 1983 tot 1988 politicologie en bestuurskunde aan de Katholieke Universiteit Nijmegen. Na het behalen van zijn doctoraalexamen politicologie met een scriptie over managementrapportages bij gemeenten volgde hij van 1988 tot 1989 een postdoctorale opleiding in sociaal zekerheidsrecht aan de Erasmus Universiteit Rotterdam.Van 1989 tot 1990 volgde hij een aantal modules Nederlands recht aan de Open Universiteit Heerlen.
Hessels was politiek actief voor het CDA in diverse functies, zoals vicevoorzitter van het CDJA in Limburg, voorzitter van het CDJA Gouda, secretaris van het CDA-Limburg en bestuurslid van CDA-afdelingen Eijsden en Gouda. In 1987 werd hij beleidsmedewerker bij de Tweede Kamerfractie van het CDA op het gebied van sociale zekerheid. Van 1990 tot 2002 was hij werkzaam als secretaris bij de Limburgse Werkgeversvereniging, waar hij onder meer belast was met communicatie. Bij de Tweede Kamerverkiezingen 2002 stelde hij zich verkiesbaar voor het CDA. Hij werd gekozen en op 15 mei 2002 beëdigd. 

## Tweede Kamerlid
In het parlement hield Hessels zich bezig met diverse onderwerpen, onder meer op het gebied van Economische Zaken en Verkeer en waterstaat. Hij was namens Nederland vicevoorzitter van het Benelux-parlement en voorzitter van de Parlementaire Contactgroep Nederland-Duitsland. In 2008 trad Hessels op als delegatieleider bij de algemene vergadering van de Verenigde Naties in New York.
Als Tweede Kamerlid lag de nadruk van zijn werkzaamheden op innovatie, technologiebeleid en energie. Het belangrijkste wetsontwerp waarbij hij betrokken was, was de Splitsingswet (officieel: de Wet Onafhankelijk Netbeheer), die de energiebedrijven verplichtte de verkoop van gas en elektriciteit los te koppelen van het transport. Hessels stelde zich – als energiewoordvoerder van de CDA-fractie – zeer kritisch op over deze wet, maar ging uiteindelijk onder druk van het kabinet en de andere coalitiepartijen akkoord onder voorwaarde dat de netten altijd volledig in overheidshanden zouden blijven. Het amendement dat hij daartoe indiende, bepaalt nog steeds de eigendomsstructuur van de netwerkbedrijven.  Ook van zijn hand (samen met PvdA-Kamerlid Diederick Samsom) was een amendement dat het invoeren van een terugleververgoeding voor elektriciteit, opgewekt door zonnepanelen in de wet regelde. Samen met CDA-collega Jan Ten Hoopen was Hessels de indiener van de eerste warmtewet, die als initiatiefwet door beide indieners in de Tweede Kamer werd verdedigd. Deze wet werd – na het vertrek van Hessels uit de Tweede Kamer – door Ten Hoopen en Samsom door de Eerste Kamer geloodsd.
Daarnaast woonde Hessels als woordvoerder ruimtevaart in april 2004 vanaf Bajkonoer in Kazachstan de lancering bij van de Delta Missie, de eerste ruimtereis die ruimtevaarder André Kuipers maakte aan boord van het ISS in 2004. Door een motie die Hessels in 2007 samen met collega kamerlid Pieter Hofstra indiende werd reactivering van de IJzeren Rijn door Roermond voorkomen. Op 10 maart 2009 verliet hij de Kamer nadat hij enkele dagen eerder was aangetreden als gedeputeerde in Limburg. 

## Gedeputeerde
Als gedeputeerde was Hessels, in samenwerking met Universiteit Maastricht en DSM, nauw betrokken bij de realisatie van de Chemelot Campus in Limburg in 2010. Ook was hij medeverantwoordelijk voor de voorbeeldrol die Limburg destijds had bij de uitrol van glasvezel, dit werd ook wel omschreven als het ‘Limburgse model’. Op het gebied van de streekgebonden gastronomie sloot Hessels namens de provincie Limburg in 2010 een samenwerkingsverdrag met de regio’s Pfalz in Duitsland en Roero (Piemonte) in Italië. Limburgse streekproducenten ondertekenden in datzelfde jaar tijdens een door Hessels georganiseerde studiereis naar de Salone del Gusto in Turijn het ‘Verdrag van Canale’ met als doel samen de schouders te zetten onder vermarkting en distributie van streekproducten.
Hessels stelde zich in 2011 niet verkiesbaar voor Provinciale Staten en was ook niet beschikbaar voor een volgende termijn als gedeputeerde. In mei 2011 kwam een einde aan zijn functie als gedeputeerde. Kort daarop werd hij waarnemend burgemeester van Echt-Susteren. 

## Burgemeester
Op voordracht van de gemeenteraad werd Hessels op 30 maart 2012 benoemd tot burgemeester van de gemeente Echt-Susteren. In 2018 is hij voor een nieuwe termijn herbenoemd . In maart 2024 gebeurde dat nog eens. Jos Hessels is in oktober 2024 de langst zittende burgemeester van Limburg.
Als burgemeester kreeg hij vanaf 2014 te maken met de strijd tussen diverse OMG’s (Outlaw Motorcycle Gangs) in de regio. Dit begon met de oprichting van de eerste Nederlandse afdeling van motorclub Bandidos, waar een inwoner van de gemeente president van werd. Vanwege meerdere aanslagen 
. met handgranaten op woningen van leden van de Bandidos en de Hells Angels, sloot Hessels de betreffende woningen en vroeg de toenmalige minister van Justitie, Ivo Opstelten, om aanvullende maatregelen te nemen tegen motorclubs. De hieruit voortvloeiende procedures leidden uiteindelijk tot een aanpassing van artikel 174a van de Gemeentewet (sluiting woning na geweld van buiten).
Hessels werd meerdere malen geconfronteerd met bedreigingen en intimidatie. Onder andere op sociale media maakte hij duidelijk niet te accepteren dat zijn privédomein betrokken werd bij zijn activiteiten als burgemeester.
In juli 2021 kwam Hessels in het nieuws doordat hij als burgemeester niet in zijn eigen gemeente woonde. Volgens Hessels had dit te maken met de extra strenge veiligheidsmaatregelen die waren getroffen in en rondom zijn woning in Montfort. Noodzakelijk gezien eerdere bedreiging en intimidatie vanwege zijn rol bij de aanpak van motorbendes. Hij had zijn voorgenomen verhuizing in juli 2020 gemeld aan de gemeenteraad van Echt-Susteren en de commissaris van de Koning, Theo Bovens. Op aandringen van diens opvolger, waarnemend commissaris van de Koning Johan Remkes, kondigde hij een jaar later aan daadwerkelijk te zullen verhuizen om te voldoen aan de verplichting die de Gemeentewet aan een burgemeester stelt. Sinds oktober 2021 is hij inwoner van Echt-Susteren.
Hessels zet zich als burgemeester actief in om Echt-Susteren op de kaart te zetten. De promotie van de gemeente onder de noemer ‘Het Smalste Stukje Nederland’ komt uit zijn koker. Daarbij is hij een warm pleitbezorger van bezinningstoerisme.  
Hessels zet zich verder krachtig in voor de promotie van streekproducten en Cittaslow, een internationaal keurmerk gericht op het goede leven dat Echt-Susteren sinds 2015 draagt. Hessels is sinds 2023 voorzitter van Cittaslow-Nederland en vicepresident van Cittaslow-International.

## Promotie
Hessels promoveerde in 2018 aan de Radboud Universiteit in Nijmegen op het proefschrift Raad zonder raadgevers? Ambtelijke bijstand en fractieondersteuning na invoering van de Wet dualisering gemeentebestuur. Daarin stelt Hessels de ambtelijke bijstand en fractieondersteuning na invoering van de Wet dualisering gemeentebestuur aan de kaak. Na de promotie werd Hessels actief in verschillende commissies van de Vereniging van Nederlandse Gemeenten (VNG), waaronder de commissie Bestuur en Veiligheid en als voorzitter in de commissie Gemeenterecht. Over de onderwerpen gemeenterecht, dualisme en openbare orde verzorgt hij gastcolleges op diverse universiteiten in Nederland en levert hij bijdrages aan diverse wetenschappelijke publicaties.

## Privé
Hessels trouwde in 1988. Zijn echtgenote was eveneens actief in het CDA, onder meer als persoonlijk medewerker van de Kamerleden Ria Oomen-Ruijten en Léon Frissen. Hij is rooms-katholiek. In 2004 werd hij in de rang van ridder opgenomen in de ridderlijke Orde van het Heilig Graf van Jeruzalem.
Naast zijn nevenfuncties ambtshalve is Hessels senator van de Bond van Carnavalsverenigingen in Limburg, lid van het Comité van Toezicht van de Limburgse Vereniging van Karnavalsartiesten en secretaris van de stichting Dr. Schaepmanfonds.
- International Standard Name Identifier: 0000 0004 6515 8394
- Parlement.com: vg9fgopzdry6
- Virtual International Authority File: 2155153063137719320004
- WorldCat: E39PBJy4ftrMTD9j7krtCXFYfq